# The Last Day
The Last Day è un film per la televisione statunitense del 1975 diretto da Vincent McEveety.
È un film western con protagonisti Richard Widmark, Barbara Rush e Robert Conrad ispirato liberamente alla storia della banda Dalton, gruppo di fuorilegge attivo tra il 1890 ed il 1892.

## Trama
Vecchio West. Bob Dalton e la sua banda tentano di compiere due rapine simultaneamente nella cittadina di Coffeyville, nel Kansas. L'ex pistolero Will Spence e lo sceriffo Charles Connelly cercheranno di fermarli.

## Produzione
Il film, diretto da Vincent McEveety su una sceneggiatura di Steve Fisher e Jim Byrnes con il soggetto di A.C. Lyles e dello stesso Steve Fisher, fu prodotto da A.C. Lyles per la Paramount Television tramite la A.C. Lyles Productions.

## Distribuzione
Il film fu trasmesso negli Stati Uniti il 15 febbraio 1975 sulla rete televisiva NBC.
Alcune delle uscite internazionali sono state:
- in Germania Ovest il 7 giugno 1980 (Der letzte Ritt der Daltons)
- in Austria (Der letzte Ritt der Daltons)
- in Ungheria (Az utolsó nap)
- in Francia (Le dernier jour)
- in Polonia (Ostatni dzien)